# Polyradiculonévrite chronique
Ne pas confondre avec la forme aigüe, le syndrome de Guillain-Barré.
 Mise en garde médicale
La polyradiculonévrite chronique ou polyradiculoneuropathie inflammatoire démyélinisante chronique, (PIDC) est une maladie auto-immune touchant le système nerveux périphérique. Cette maladie est classée sous la dénomination plus générale de neuropathie périphérique. 
La PIDC est un parent proche du syndrome de Guillain-Barré (ou polyradiculonévrite aigüe idiopathique) et est considérée comme son homologue chronique. Ses symptômes sont également similaires à une neuropathie inflammatoire progressive, variante très asymétrique de la PIDC, connue sous le nom de syndrome de Lewis-Sumner.
La prévalence, estimée entre 1/200 000 (enfants) et 1-7/100 000 (adultes), est sans doute sous-évaluée. La PIDC peut se manifester à tout âge, plus souvent entre 40 et 60 ans.

## Généralités
| Dendrite Soma Axone Noyau Nœud de Ranvier Terminaison axonale Cellule de Schwann Myéline |

La caractéristique pathologique de la maladie est la perte de la gaine de myéline (l'enveloppe graisseuse qui isole et protège les fibres nerveuses) des nerfs périphériques. Un dysfonctionnement du système immunitaire, qui protège normalement le corps contre les agressions externes, produit des anticorps ou des globules blancs (lymphocytes) anormalement dirigés contre la gaine de myéline, entraînant alors un défaut de transmission des informations et ainsi les symptômes de la maladie.
En conséquence, les nerfs touchés ne parviennent pas à répondre à des stimuli, ou ne répondent que faiblement, provoquant des engourdissements, des picotements, des douleurs, une faiblesse musculaire progressive, une perte des réflexes tendineux (aréflexie), de la fatigue et des sensations anormales.
La PIDC peut se présenter de manière hétérogène (à la fois clinique et électrophysiologique). Le diagnostic et le traitement précoce sont importants dans la prévention de la perte irréversible des terminaisons axonales et l'amélioration de la récupération fonctionnelle. 
Elle peut évoluer progressivement d'un seul tenant ou par cycles d’aggravation puis de récupération (poussées). L’évolution à long terme est très variable d’un patient à l’autre sans que l’on connaisse de facteur permettant de prédire le pronostic. Souvent, les traitements permettent de faire régresser tout ou partie des symptômes. Cependant l’évolution progressive ou les poussées peuvent reprendre à distance du traitement et être responsables, à terme, de séquelles plus ou moins invalidantes.

## Diagnostic
Le délai diagnostique des polyradiculonévrites chroniques est très variable selon le mode de présentation de la maladie; il peut dans certains cas être très long (plusieurs années), pris souvent à tort pour une polynévrite. Le diagnostic repose sur un faisceau de critères provenant :
- de l’interrogatoire du patient, de son examen clinique (tels que l’abolition des réflexes) par un neurologue spécialisé.
- mais aussi de certains examens complémentaires :
  - l'électromyogramme montre typiquement une diminution de la vitesse de propagation de l’influx électrique sur les nerfs, mais ces anomalies peuvent manquer. Dans ce cas, d’autres examens sont alors nécessaires pour conforter le diagnostic ;
  - la ponction lombaire, sur laquelle on recherche une élévation des protéines du liquide cérébrospinal (LCS), traduit l’atteinte des racines nerveuses, typique de la maladie ;
  - la prise de sang, quant à elle, permet de rechercher une éventuelle cause ou d’écarter des neuropathies pouvant y ressembler.

## Traitements
Le traitement dépend de la gravité de la PIDC, de l'âge, de l'état global du patient et des contre-indications aux traitements validés suivants :
- corticostéroïdes
- perfusion d'immunoglobuline intraveineuse
- plasmaphérèse (échange de plasma)

Les patients avec une PIDC purement motrice doivent recevoir des perfusions d'immunoglobuline intraveineuse plutôt que des stéroïdes. Dans les formes plus modérées, l'observation clinique via un électroneuromyogramme (ENMG), voire une corticothérapie sont indiquées. La combinaison stéroïdes et perfusion d'immunoglobulines sont possibles. Dans les formes les plus sévères, les patients peuvent également recevoir des immunosuppresseurs. La douleur neuropathique est traitée par antiépileptiques ou antidépresseurs tricycliques. Quadriplégie, faiblesse respiratoire et décès sont possibles mais rares. Également, la thérapie physique peut améliorer la force musculaire, la mobilité, et minimiser le retrait des muscles et des tendons et les distorsions des articulations.
Il est important de construire une bonne relation avec les médecins, les infirmiers et les spécialistes. En raison de la rareté de la maladie, de nombreux médecins ne l'auront jamais rencontrée auparavant. Chaque cas de PIDC est différent et les rechutes, si elles se produisent, peuvent apporter de nouveaux symptômes et autres problèmes. En raison de la variabilité, de la sévérité et de la progression de la maladie, les médecins ne seront pas en mesure de donner un pronostic précis. Une période d'expérimentation de différents régimes de traitement est susceptible d'être nécessaire pour découvrir celui qui est le plus approprié pour un patient donné.

## Pronostic
Comme dans la sclérose en plaques, une autre maladie démyélinisante, il n'est pas possible de prédire avec certitude comment la PIDC va affecter un individu à l'avenir. Le motif de rechutes et de rémissions varie considérablement d'un patient à l'autre. Une période de rechute peut être très perturbante, mais la plupart des patients se rétablissent de manière significative. 
Le pronostic est généralement bon. S'il est précoce, la mise en place d'un traitement pour prévenir la perte des axones nerveux est recommandé. Cependant, de nombreuses personnes se retrouvent avec un engourdissement résiduel, des faiblesses, des tremblements, de la fatigue et d'autres symptômes qui peuvent conduire à une qualité de vie diminuée.

## Personnes touchées par cette maladie
Henri Sannier : journaliste audiovisuel et auteur du livre "Le jour où j’ai réappris à marcher" (éd. Rocher).